# Football Manager 2005
Football Manager 2005 (также Football Manager 05, или FM05) — компьютерная игра, симулятор футбольного менеджмента, часть серии Football Manager. Игра разработана компанией Sports Interactive, выпущена Sega.
12 февраля 2004 года было объявлено, что Sports Interactive, производители игры Football Manager, приобрели бренд и впредь будут выпускать свои игры под именем «Football Manager», в то время как серия Championship Manager продолжит выпускаться, но больше не будет связана с Sports Interactive.
Football Manager 2005 включал обновлённый пользовательский интерфейс, усовершенствованный игровой движок, обновлённую базу данных и правила соревнований, анализ матча о до и после игры, новости о международных футболистах, сводные новости о кубках, отчёты тренеров по отрядам, взаимное расторжение контракта, расширенные опции контрактов игроков, и различные другие функции.
Football Manager 2005 был выпущен в Великобритании 4 ноября 2004 года, за ним последовали релизы во многих других странах мира, и игра стала 5-й самой продаваемой компьютерной игрой всех времён (по данным Eurogamer).

## Критика
| Сводный рейтинг | Сводный рейтинг |
| Агрегатор       | Оценка          |
| --------------- | --------------- |
| GameRankings    | 88,81 %         |

Football Manager 2005 получила премию BAFTA в области игр 2005 года в номинации «Sunday Times Reader Award For Games».